# 3117 Niepce
3117 Niepce eller 1983 CM1 är en asteroid i huvudbältet som upptäcktes den 11 februari 1983 av den amerikanske astronomen Norman G. Thomas vid Anderson Mesa Station. Den har fått sitt namn efter den franske fotografen Nicéphore Niépce.
Den tillhör asteroidgruppen Koronis.